# 梅德爾頓 (阿肯色州)
梅德爾頓（英語：Metalton）是位於美國阿肯色州卡羅爾縣的一個非建制地區。該地的面積和人口皆未知。

## 地理
梅德爾頓的座標為36°13′23″N 93°31′48″W / 36.22306°N 93.53000°W，而該地的平均海拔高度為410米（即1345英尺）。